# Antonio José Galán
Antonio José Galán Casero (Bujalance, Córdoba,19 de noviembre de 1948 - Armiñón, Álava, 12 de agosto de 2001) fue un torero y empresario taurino español. Salió en una ocasión por la puerta grande de Las Ventas.  

## Biografía
Nacido en Bujalance, su familia se trasladó a principios de los años 60 a Fuengirola, cuando contaba con doce años. Debutó en la plaza de toros de Mijas el 9 de julio de 1968 y se presentó como novillero en Las Ventas el 28 de marzo de 1971.
Tomó la alternativa el 7 de mayo de 1971 en La Malagueta, teniendo como padrino a Miguel Márquez y como testigo a Jaime González "El Puno", con toros de Manuel Álvarez. La confirmó en Madrid el 16 de mayo de 1972, siendo su padrino Miguelín y Curro Romero de testigo. 
En 1971 debutó en Lima, con una buena actuación en la Feria del Señor de Los Milagros y logrando una gran popularidad entre la afición limeña. A lo largo de su carrera hizo un total de 27 paseíllos en esta plaza y cortó 25 orejas. En la temporada 1974 fue el primero en el escalafón taurino siendo el torero que más corridas toreó, con 91 corridas, teniendo como apoderado por al torremolinense José María Recondo, apoderado también de Miguel Márquez o Rafael de Paula. El 14 de julio de 1973 salió a hombros en Pamplona cortando un rabo, realizando una memorable faena, bajo un gran aguacero, al toro Inoportuno de Miura. El 28 de abril de 1974 salió a hombros de La Maestranza, cortando dos orejas a un Miura. En 1974 salió por la puerta grande de Las Ventas, con dos exitosas actuaciones en la Feria de San Isidro. También ese año se presentó en México en plaza de toros de Guadalajara. El 25 de mayo de 1975 tuvo lugar la primera suspensión de una corrida de toros en la historia de Las Ventas cuando, en un mano a mano con Ruiz Miguel y toros de Moreno de la Cova, ambos toreros y el sobresaliente Juan de Mata acabaron en la enfermería. En 1980 actuó por última vez en Las Ventas, continuando su carrera en América. En 1984 obtuvo en Lima el Escapulario de Oro del Señor de los Milagros. Era un torero con mucho pundonor y temerario, destacando su mano izquierda. Fue apodado El Loco Galán por su excepcional manera de entrar a matar sin muleta. Además era considerado en el mundo taurino como el embajador de España en Perú por su vinculación con el país andino y con el resto de América. Era propietario de la plaza de toros de Mijas. Se retiró definitivamente del toreo en Fuengirola el 11 de octubre de 1992 alternando con Enrique Ponce y Jesulín de Ubrique, aunque siguió toreando en festivales taurinos 
Antonio José falleció el 12 de agosto de 2001 en un accidente de tráfico en la A-1 en Armiñón, cuando regresaban de Bayona donde su hijo David Galán había toreado por la mañana. En el accidente también murió el banderillero de éste Francisco José Losada "El Pión". Está enterrado en Fuengirola. Su muerte conmocionó el mundo del toreo. Es hijo predilecto de Fuengirola donde en 2005 se inauguró una estatua en su honor.

## Vida privada
Era padre del matador de toros malagueño David Galán y hermano del también matador Alfonso Galán y tío del novillero Antonio Pavón.